# 9136 Лаланде
9136 Лаланде (9136 Lalande) — астероїд головного поясу, відкритий 13 травня 1971 року.
Тіссеранів параметр щодо Юпітера — 3,481.